# Lisa Spickschen
Lisa Spickschen (Braunschweig, 5 settembre 1983) è un'attrice tedesca.

## Biografia
Si forma, dal 2003 al 2007, presso l'Università di Musica e Teatro di Hannover. Dal luglio 2007 al settembre 2008 è Lizzy Van Weyden nella soap opera di ZDF La strada per la felicità. Sempre su ZDF, nel 2009, interpreta Steffi Lierfeld in un episodio del telefilm Il nostro amico Charly.

## Filmografia

### Cinema
- Monster, regia di D. Mietelka (2005)
- Eine wie Sie, regia di N. Roesener (2006)
- Puls, regia di T. Brekle (2006)

### Teatro
- Leonce&Lena (2002-2003)
- Könige&Königinnen (2005)
- Factory (2005)
- Wir im Finale (2006)
- Auf der Greifswalderstraße (2007)
- Populärmusik aus Vittula (2008)
- Der Zauberer der Smaragdenstadt (2008)
- Nathan der Weise (2008)
- Pension Schöller (2008)
- Die Möwe (2009)
- Amadeus (2009)
- Die Bremer Stadtmusikanten (2009)
- Tartuffe (2010)
- Liebesgedichte-Lesung (2010)
- Was der Mond rot aufgeht, wie ein blutig Eisen (2010)

### Televisione
- Das Vermächtnis der Cherusker, regia di Knut Gminder (2004)
- La strada per la felicità (Wege zum Glück) – serial TV, 277 puntate (2007-2008)
- Il nostro amico Charly (Unser Charly) – serie TV, episodio 14x07 (2009)
- Pfarrer Braun – serie TV (2009)
- Omicidi nell'alta società (Mord in bester Gesellschaft) – serie TV (2009)

## Programmi televisivi
- Das Vermächtnis der Cherusker, regia di Knut Gminder (2005)